# Kotaku
Kotaku ist eine auf Computerspiel-Berichterstattung spezialisierte Website, die von Gawker Media als Teil des Gawker Netzwerks betrieben wird (u. a. Gizmodo). Die Seite präsentiert sich in Form eines Blogs. Neben der Hauptpräsenz unter kotaku.com existieren mehrere nationale Ableger, u. a. für Australien, das Vereinigte Königreich, Brasilien und Japan.

## Geschichte
Kotaku wurde von Brian Crecente gegründet und erschien zum ersten Mal im Oktober 2004 in Form eines Blogs. Seitdem wurden eine Reihe von zusätzlichen länderspezifischen Versionen für Australien, Brasilien, Japan und Großbritannien eingeführt. Früher agierte unter anderem Luke Smith als Blogautor.
2009 berichtete der Business Insider über eine mögliche Übernahme von Kotaku durch die Hearst Corporation, die jedoch nicht zustande kam.
Die Webseite erreichte eine Platzierung in  CNETs Blog-100-Liste und den 50. Platz in der Liste Top 100 Classic Websites des PC Magazines. Seit dem Weggang des Gründers Crecente im Jahr 2012 wird der Blog durch Stephen Totilo geführt. Zum zehnjährigen Jubiläum verkündete Totilo eine Konzeptänderung. Demnach wolle Kotaku zukünftig weniger über Ankündigungen und noch nicht erschienene Spiele schreiben, sondern werde verstärkt über die Nutzung und Rezeption bereits erschienener Spiele berichten.

## Kontroversen
Im Jahr 2007 verklagte der Anwalt und Computerspielkritiker Jack Thompson Gawker Media, weil sich die Autoren von Kotaku weigerten, strittige Benutzerkommentare zu entfernen. Die Klage wurde jedoch am nächsten Tag bereits wieder fallengelassen. Im selben Jahr brachte Kotaku eine Geschichte über Gerüchte zu den neuesten Funktionen der PlayStation 3, worauf der Konsolenhersteller Sony zeitweilig androhte, Kotaku künftig keine Vorabinformationen für die Presse und Interviews gewähren zu wollen. Diese Aussage wurde kurze Zeit später jedoch widerrufen.
Kotaku kritisierte ein japanisches Magazin im Jahr 2010 wegen seines überschwänglichen Lobs für Konami-Spiele und mutmaßte, hier bestehe ein Interessenkonflikt. In der Folge lud Konami Kotaku von der Veröffentlichungsfeier des Spiels aus.
Das Forbes Magazine kritisierte Kotaku im Jahr 2013 scharf wegen einer von Forbes als reißerisch bezeichneten Headline eines Artikels über Hideki Kamiya. Kotaku änderte die Headline kurzfristig.
Im Jahr 2023 reagierte der leitende Kotaku-Autor Luke Plunkett kontrovers auf die Verweigerung einer Vorabversion von The Legend of Zelda: Tears of the Kingdom durch Nintendo und postete ein unpassendes Foto zur Rolle Japans im Zweiten Weltkrieg, was von manchen Berichterstattern als Aufruf zu Gewalt gegen Japaner verstanden wurde. Nintendo hatte das Magazin zuvor auf eine Blacklist gesetzt und von Review-Versionen ausgeschlossen, weil es über Leaks von Nintendo berichtet haben soll.